# Месхі Михайло Шалвович
Михайло Шалвович Месхі (груз. მიხეილ მესხი, рос. Михаил Шалвович Месхи, нар. 12 січня 1937, Тбілісі — пом. 22 квітня 1991, Тбілісі) — радянський футболіст, що грав на позиції нападника. Заслужений майстер спорту СРСР (1965). Нагороджений орденом «Знак Пошани».
Виступав, зокрема, за клуб «Динамо» (Тбілісі), а також національну збірну СРСР.
У складі збірної — чемпіон Європи.

## Клубна кар'єра
Народився 12 січня 1937 року в місті Тбілісі. Вихованець юнацької школи ФШМ (Тбілісі).
У дорослому футболі дебютував 1954 року виступами за команду клубу «Динамо» (Тбілісі), в якій провів шістнадцять сезонів, взявши участь у 284 матчах чемпіонату. В сезоні 1964 року допоміг тбіліській команді здобути першу в її історії перемогу в чемпіонаті СРСР.
Завершив ігрову кар'єру 1970 року у клубі «Локомотив» (Тбілісі).

## Виступи за збірну
6 вересня 1959 року товариською грою проти збірної Чехословаччини дебютував в офіційних матчах у складі національної збірної СРСР. Протягом кар'єри у національній команді, яка тривала 8 років, провів у формі головної команди країни 35 матчів, забивши 4 голи.
У складі збірної був учасником чемпіонату світу 1962 року у Чилі. Двома роками раніше брав участь в чемпіонаті Європи 1960 року, що проходив у Франції, здобувши титул континентального чемпіона.

## Після завершення кар'єри
З 1969 року працював тренером у тбіліській футбольній школі «Аваза». Батько радянського футболіста Михайла Месхі-молодшого (1961—2003).
Помер 22 квітня 1991 року на 55-му році життя у місті Тбілісі. Ім'ям Месхі названий мультиспортивний стадіон у Тбілісі, домашня арена місцевого «Локомотива».

## Титули і досягнення
- Чемпіон Європи (1): 1960
- Чемпіон СРСР (1): 1964